# Earias maculana
Earias maculana är en fjärilsart som beskrevs av Pieter Cornelius Tobias Snellen 1872. Earias maculana ingår i släktet Earias och familjen trågspinnare. Inga underarter finns listade i Catalogue of Life.